# Vertrag an der Dragebrücke
Der Vertrag an der Dragebrücke war ein Lehnsvertrag, der am 3. September 1273 an einer Brücke der Drage zwischen den Markgrafen Johann, Otto und Konrad I. von Brandenburg und dem pommerellischen Herzog Mestwin II. abgeschlossen worden war.
In dem Vertrag, der durch Vermittlung des Bischofs Hermann von Kammin zustande gekommen war, nahm Mestwin II. die Lande Schlawe, Rügenwalde und Stolp in Hinterpommern von den Markgrafen zu Lehen, wie schon einmal zuvor im Lehensvertrag von Arnswalde, der außerdem jedoch auch weitere Teile Pommerellens mit eingeschlossen hatte. Der Grund für diesen zweiten, also doppelten Vertragsabschluss ist nicht eindeutig geklärt. Es ist argumentiert worden, dass der erste Vertrag inzwischen aufgelöst worden sein könnte.
Als Ort des Vertragsabschlusses an der Dragebrücke vermuten Historiker eine befestigte Wehranlage an einer Dragebrücke am Dragepass bei dem Ort Hochzeit im späteren Kreis Arnswalde, die dem Schutz der betreffenden Brücke gedient haben dürfte, etwa an der Stelle, an der zu späterer Zeit die Reichsstraße 1 über die Drage führte.